# 10 groszy polskich (1816–1831)
10 groszy polskich (1816–1831) – moneta dziesięciogroszowa Królestwa Kongresowego okresu autonomii, wprowadzona ukazem cara Aleksandra I z 1 grudnia 1815 r., bita w bilonie w latach 1816–1831, według systemu monetarnego opartego na grzywnie kolońskiej. Moneta została wycofana z obiegu 1 stycznia 1891 r.

## Awers
Na tej stronie umieszczono średni herb Królestwa Kongresowego, tzn. orła rosyjsko-polskiego – dwugłowy orzeł z trzema koronami, dużą pośrodku i dwiema małymi na głowach orła, w prawej łapie trzyma miecz i berło, w lewej jabłko królewskie, na piersi, na tle gronostajowego płaszcza, tarcza herbowa z polskim orłem. Po obu stronach dużej korony rok bicia 1816, 1820–1823, 1825–1828, 1830 lub 1831. Na dole, po obu stronach ogona orła, znajduje się znak intendenta mennicy w Warszawie –
- I.B. (Jakuba Benika 1816–1827),
- F.H. (Fryderyka Hungera 1827–1830) lub
- K.G. (Karola Gronaua 1830–1831)[4].

## Rewers
Na tej stronie umieszczono nominał „10", pod nim napis „GROSZY”, poniżej „POLS•”, całość otoczona wieńcem.

## Opis
Monetę bito w mennicy w Warszawie, w bilonie (próby 194), na krążku o średnicy 19 mm, masie 2,90 grama, z rantem gładkim. Według sprawozdań mennicy w latach 1816–1831 w obieg wypuszczono 11 188 422 sztuk.
Stopień rzadkości poszczególnych roczników i typów monet przedstawiono w tabeli:
| Rocznik                 | Znak intendenta | Stopień rzadkości | Szacowana liczba egzemplarzy | Uwagi                                        | Zdjęcie |
| ----------------------- | --------------- | ----------------- | ---------------------------- | -------------------------------------------- | ------- |
| 10 groszy polskich 1816 | I.B.            | R                 | 80 001–400 000               |                                              |         |
| 10 groszy polskich 1820 | I.B.            | R3                | 601–3000                     |                                              |         |
| 10 groszy polskich 1821 | I.B.            | R                 | 80 001–400 000               |                                              |         |
| 10 groszy polskich 1822 | I.B.            | R                 | 80 001–400 000               |                                              |         |
| 10 groszy polskich 1823 | I.B.            | R3                | 601–3000                     |                                              |         |
| 10 groszy polskich 1825 | I.B.            | R                 | 80 001–400 000               |                                              |         |
| 10 groszy polskich 1826 | I.B.            | R                 | 80 001–400 000               |                                              |         |
| 10 groszy polskich 1827 | I.B.            | R                 | 80 001–400 000               |                                              |         |
| 10 groszy polskich 1827 | F.H.            | R1                | 15 001–80 000                |                                              |         |
| 10 groszy polskich 1828 | F.H.            | R1                | 15 001–80 000                |                                              |         |
| 10 groszy polskich 1830 | F.H.            | R2                | 3001–15 000                  |                                              |         |
| 10 groszy polskich 1830 | K.G.            | R1                | 15 001–80 000                |                                              |         |
| 10 groszy polskich 1831 | K.G.            |                   | ponad 400 000                | bito również monety Królestwa Polskiego 1831 |         |

Dla roczników 1827 i 1830 istnieją monety ze dwoma różnymi znakami intendenta mennicy.
W roku 1835 monetę zastąpiono dziesięciogroszówką polsko-rosyjską.
Ze względu na fakt, że okres bicia monety przypada na czas rządów dwóch carów, w numizmatyce rosyjskiej moneta, w zależności od wybitej daty, zaliczana jest do dwóch odrębnych kategorii:
- monet cara Aleksandra I (1816–1825) oraz
- monet cara Mikołaja I (1826–1831).

## Nowe bicie
Istnieją monety nowego bicia z 1857 r. z mennicy w Warszawie roczników 1832 oraz 1833, dla których monet obiegowych nie było.